# Station Horley
Horley is een spoorwegstation van National Rail in Horley, Reigate and Banstead in Engeland. Het station is eigendom van Network Rail en wordt beheerd door Southern. 

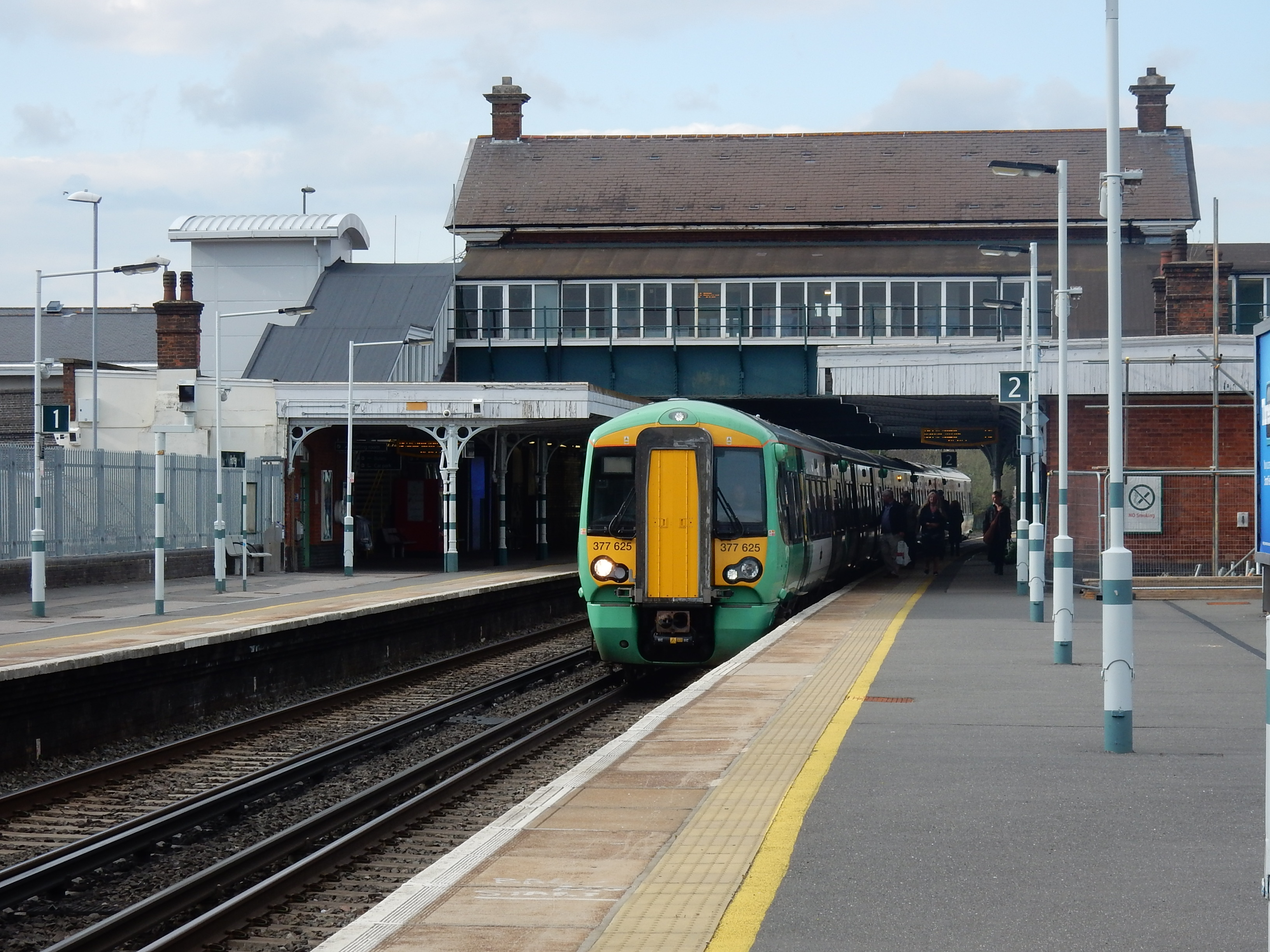
Perrons